# Farvel piger
Farvel piger (originaltitel Good-By Girls!) er en amerikansk stumfilm fra 1923 instrueret af Jerome Storm.

## Medvirkende
- William Russell som Vance McPhee
- Carmel Myers som Florence Brown
- Tom Wilson som Jordan
- Kate Price som Sarah
- Robert Klein som Batista